# Horacio Hernández

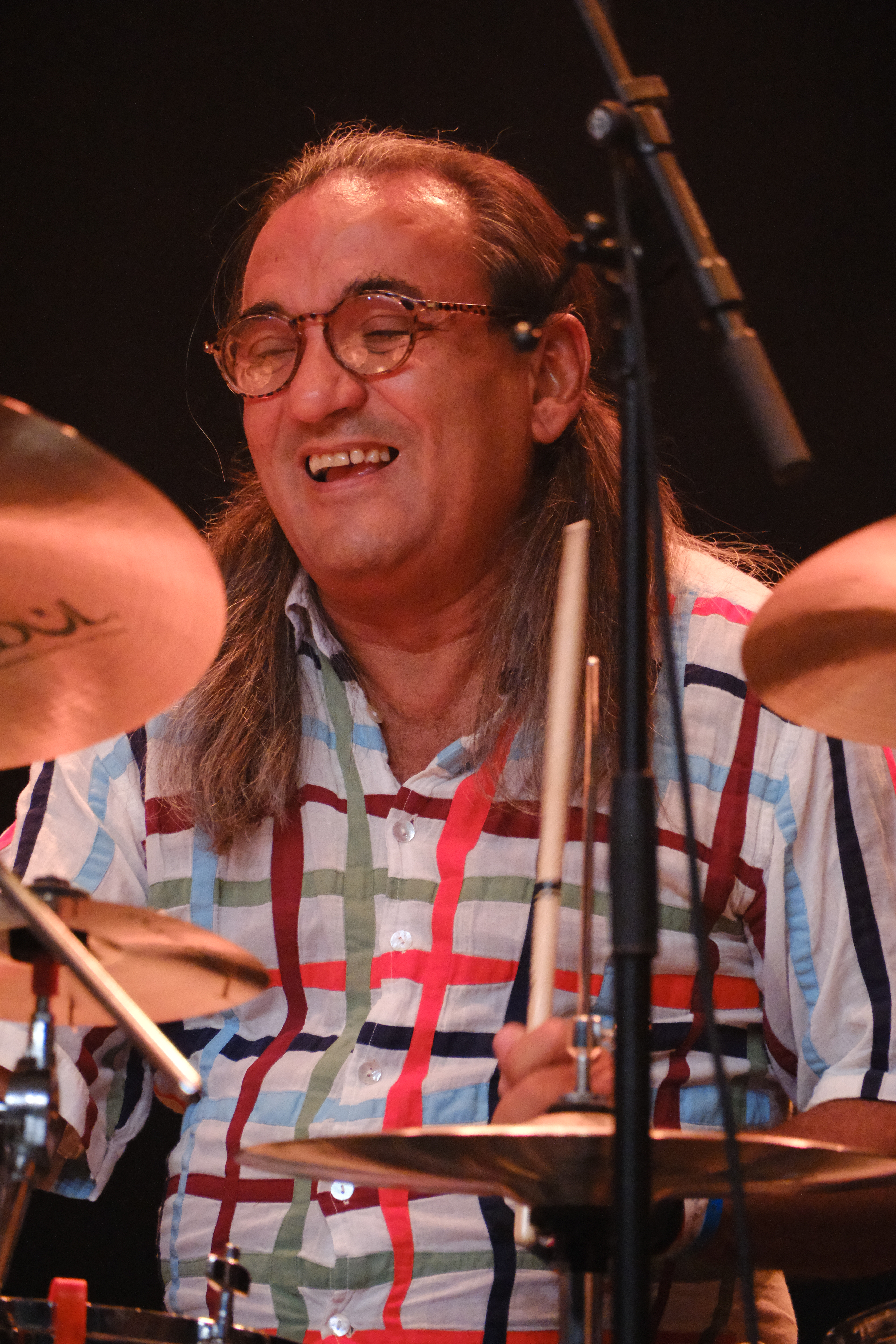

Horacio El Negro Hernández (La Habana, 24 de abril de 1963) es un baterista y percusionista nacido en La Habana, Cuba. "El Negro" forma parte de la nueva generación de jazzistas que ha seguido los pasos de sus compatriotas Arturo Sandoval, Paquito D'Rivera, Ignacio Berroa y ha tocado con pianistas insignes del Jazz latino como Michel Camilo, Chucho Valdés, Eddie Palmieri e Hilario Durán.  

## Carrera
"El Negro" se dio a conocer como el baterista del pianista Gonzalo Rubalcaba, con una batería de jazz anclada en la tradición y folklore de sus raíces. Luego de dejar Cuba en 1990, Hernández ha tocado con muchas bandas de pop, rock, jazz y Latin jazz en los Estados Unidos, incluyendo en la grabación de álbumes que han recibido premios Grammy, tales como Havana (1997) de Roy Hargrove, Supernatural (1999) de Carlos Santana, No es lo mismo (2003) de Alejandro Sanz y Listen Here (2005) de Eddie Palmieri. Horacio fue galardonado con el Grammy al mejor álbum de jazz latino del año 2001, Live at the Blue Note, junto a Michel Camilo (piano) y Charles Flores (bajo).
En julio de 2010, Hernández recibió el Doctorado Honorario en Música del Berklee College of Music. El premio le fue presentado en el Festival de Jazz de Umbría en Perugia, Italia.
En 2011, grabó el álbum Proposición, con una banda que incluía a Dany Noel Martínez, Giovanni Hidalgo, Ivan Lewis, Dario Chiazzolino, Ivan Bridon y Amik Guerra. El mismo año toco en el Modern Drummer Festival con su nueva banda The New World Order el concierto fue lanzado por Modern Drummer Festival 2011 DVD. También en 2011 empezó a tocar con Marc Tibot y Los Ciubanos Postizos. 
En 2016, Hernández se unió al Salazh Trio, un grupo de jazz fusión con el bajista Jeroen Paul Thesseling. Su trabajo debut Circulations fue lanzado en diciembre de 2013.

## Discografía
- Robby and Negro at the Third World War with Robby Ameen (American Clave, 2002)
- Onto the Street (EWE, 2003)
- Itabula (Pimienta, 2004)

### Como miembro de la banda
Con Fahir Atakoglu
- If (Far & Here, 2005)
- Live at Umbria Jazz (Far & Here, 2005)
- Istanbul in Blue (Far & Here, 2007)
- Faces & Places (Far & Here, 2009)

Con Jack Bruce
- Shadows in the Air (Sanctuary, 2001)
- More Jack Than God (Sanctuary, 2003)
- Live at the Canterbury Fayre (Classic Rock Legends 2003)
- Live at the MilkyWay 2001 (Flaccid Parrot 2010)

Con Michel Camilo
- Thru My Eyes (TropiJazz, 1997)
- Live at the Blue Note (Telarc, 2003)
- Triangulo (Telarc, 2002)
- From Within, en el documental Calle 54 (varias productoras, 2000)

Con Hilario Durán
- Habana Nocturna (Justin Time, 1999)
- From the Heart (Alma, 2006)
- Contumbao (Alma, 2017)

Con Kip Hanrahan
- A Thousand Nights and a Night (1-Red Nights) (American Clave, 1996)
- A Thousand Nights and a Night (Shadow Night 1) (Justin Time, 1998)
- A Thousand Nights and a Night (Shadow Night 2) (American Clave, 1999)
- Original Music from the Soundtrack of Pinero (American Clave, 2002)
- Beautiful Scars (American Clave, 2008)

Con Gonzalo Rubalcaba
- La Nueva Cubana (Areito, 1985)
- Live in Havanna Volume 1 (Messidor, 1986)
- Concatenacion Vol 2 (Melopea Discos, 1988)
- Mi Gran Pasion (Messidor, 1988)
- Giraldilla (Messidor, 1990)
- Concatenacion (Melopea Discos, 1993)
- Live in Havana (DiscMedi Blau, 1994)

Con Kazumi Watanabe
- Mo' Bop (EWE, 2003)
- Mo' Bop II (EWE, 2004)
- Mo' Bop III (EWE, 2006)
- Tricoroll (EWE, 2011)

Con otros
- Gabriela Anders, Cool Again (Evj!, 2015)
- Luis Bonilla, Escucha! (Candid/Artists Only!, 2000)
- Joanne Brackeen, Pink Elephant Magic (Arkadia Jazz, 1999)
- Concha Buika, Mi Nina Lola (Atlantic, 2006)
- Gary Burton, for Hamp, Red, Bags, and Cal (Concord Jazz, 2001)
- Camille, I Sing Stevie (Camilleon, 2014)
- Lorenzo Cherubini, Buon Sangue (Universal, Soleluna, Mercury 2018)
- Paquito D'Rivera, A Night in Englewood (Messidor, 1994)
- Santi Debriano, Circlechant (HighNote, 1999)
- Evelyn Glennie, Touch the Sound (Normal, 2004)
- Burcu Gunes, Tilsim (Erol Kose, 2001)
- Roy Hargrove, Habana (Verve, 1997)
- Los Hombres Calientes, Vol. 3: New Congo Square (Basin Street, 2001)
- Los Hombres Calientes, Vol. 4: Vodou Dance (Basin Street, 2003)
- Joachim Kuhn, Universal Time (EmArcy, 2002)
- Uli Lenz, Rainmaker's Dance (Arkadia Jazz, 2001)
- Hector Martignon, Refugee (Zoho, 2007)
- Per Mathisen & Jan Gunnar Hoff with Horacio Hernández, Barxeta II (Losen, 2018)
- Rebeca Mauleon, Round Trip (Bembe, 1999)
- Enrique Morente, El Pequeno Reloj (Virgin/EMI, 2003)
- Michael Philip Mossman, The Orisha Suite (Connector Music, 2001)
- Arturo O'Farrill, Blood Lines (Milestone, 1999)
- Chico O'Farrill, Heart of a Legend (Milestone, 1999)
- Chico O'Farrill, Carambola (Milestone, 2000)
- Eddie Palmieri, Listen Here! (Concord Picante, 2005)
- John Patitucci, Imprint (Concord Jazz, 2000)
- José Luis Perales, Navegando Por Ti (Sony BMG/Columbia, 2006)
- Tito Puente, Jazzin (TropiJazz, 1996)
- Dave Samuels, Tjaderized: A Cal Tjader Tribute (Verve, 1998)
- David Sánchez, Street Scenes (Columbia, 1996)
- Santana, Supernatural (Arista/BMG 1999)
- Alejandro Sanz, No Es Lo Mismo (WEA, 2006)
- Edward Simon, Beauty Within (AudioQuest, 1994)
- Esperanza Spalding, Esperanza (Heads Up, 2008)
- Juan Pablo Torres, Together Again (Pimenta, 2002)
- Ana Torroja, Pasajes De Un Sueno (Ariola/BMG, 2000)
- Steve Turre, Steve Turre (Verve, 1997)
- Steve Turre, In the Spur of the Moment (Telarc, 2000)
- Chucho Valdés, Live (RMM, 1998)
- Manuel Valera, Forma Nueva (Mavo, 2004)
- Yerba Buena, President Alien (Razor & Tie, 2003)
- Zucchero, La Sesion Cubana (Universal, 2012)